# 24 Carat Purple
24 Carat Purple – pierwsza składanka utworów zespołu Deep Purple wydana przez ich własną wytwórnię płytową – Purple Records oraz druga z wielu kompilacji, które ukazały się w następnych latach.
W latach 1987 (EMI), 2001 (WEA Japan) i 2006 (EMI) kompilację wydawano na płytach CD.

## Lista utworów
Wszystkie napisali Ian Gillan, Ritchie Blackmore, Jon Lord, Roger Glover i Ian Paice.
| 1. | Woman From Tokyo (Who Do We Think We Are)    | 5:49  |
|    |                                              |       |
| 2. | Fireball (Fireball)                          | 3:26  |
|    |                                              |       |
| 3. | Strange Kind of Woman (live) (Made in Japan) | 9:14  |
|    |                                              |       |
| 4. | Never Before (Machine Head)                  | 4:02  |
|    |                                              |       |
| 5. | Black Night (live) (z koncertu w Osace 1972) | 4:59  |
|    |                                              |       |
| 6. | Speed King (Deep Purple in Rock)             | 5:52  |
|    |                                              |       |
| 7. | Smoke on the Water (live) (Made in Japan)    | 7:29  |
|    |                                              |       |
| 8. | Child in Time (live) (Made in Japan)         | 12:19 |
|    |                                              |       |
|    |                                              | 53:10 |
|    |                                              |       |

## Wykonawcy
- Ian Gillan – śpiew
- Ritchie Blackmore – gitara
- Jon Lord – instrumenty klawiszowe
- Roger Glover – gitara basowa
- Ian Paice – perkusja